# Tournoi des Six Nations des moins de 20 ans 2009
Navigation
Tournoi des moins de 20 ans 2008 Tournoi des moins de 20 ans 2010
Le Tournoi des Six Nations des moins de 20 ans 2009 est une compétition de rugby à XV qui se déroule en février et en mars 2009. L'équipe de France l'emporte avec autant de victoires que l'Irlande mais avec une meilleure différence de points. Sa défaite contre l'Irlande lors de la première journée du tournoi l'empêche de réaliser le Grand chelem.

## Le classement
| Rang | Nation             | J | V | N | D | Pm  | Pe  | Diff | Pts |
| ---- | ------------------ | - | - | - | - | --- | --- | ---- | --- |
| 1    | France -20         | 5 | 4 | 0 | 1 | 150 | 53  | +97  | 8   |
| 2    | Irlande -20        | 5 | 4 | 0 | 1 | 86  | 88  | -2   | 8   |
| 3    | Angleterre -20 (T) | 5 | 3 | 0 | 2 | 94  | 72  | +22  | 6   |
| 4    | Écosse -20         | 5 | 3 | 0 | 2 | 76  | 97  | -21  | 6   |
| 5    | Pays de Galles -20 | 5 | 1 | 0 | 4 | 93  | 109 | -16  | 2   |
| 6    | Italie -20         | 5 | 0 | 0 | 5 | 57  | 137 | -80  | 0   |

|  | Vainqueur du tournoi     |
|  | T : tenant du titre 2008 |

## Les matches
Première journée :
| Le 6 février 2009 au McDiarmid Park, Perth      | Écosse -20     | 18 - 17 | Pays de Galles -20 |
| Le 6 février 2009 au Dunbarry Park, Athlone     | Irlande -20    | 9 - 6   | France -20         |
| Le 6 février 2009 au Sixways Stadium, Worcester | Angleterre -20 | 17 - 0  | Italie -20         |

Deuxième journée :
| Le 13 février 2009 à Châlon                        | France -20         | 30 - 3  | Écosse -20     |
| Le 13 février 2009 au Brewery Field, Bridgend RFC  | Pays de Galles -20 | 16 - 28 | Angleterre -20 |
| Le 14 février 2009 au Stadio Beltrametti, Piacenza | Italie -20         | 23 - 29 | Irlande -20    |

Troisième journée :
| Le 27 février 2009 au Dubarry Park, Athlone | Irlande -20 | 19 - 18 | Angleterre -20     |
| Le 27 février 2009 au Dens Park, Dundee     | Écosse -20  | 14 - 10 | Italie -20         |
| Le 28 février 2009 à Strasbourg             | France -20  | 40 - 20 | Pays de Galles -20 |

Quatrième journée :
| Le 13 mars 2009 au McDiarmid Park, Perth      | Écosse -20     | 35 - 20 | Irlande -20        |
| Le 13 mars 2009 au Sixways Stadium, Worcester | Angleterre -20 | 11 - 31 | France -20         |
| Le 13 mars 2009 à Biella                      | Italie -20     | 14 - 34 | Pays de Galles -20 |

Cinquième journée :
| Le 20 mars 2009 au Stadio Comunale Guido Angelini, Chieti | Italie -20         | 10 - 43 | France -20  |
| Le 20 mars 2009 au Parc y Scarlets, Llanelli              | Pays de Galles -20 | 6 - 9   | Irlande -20 |
| Le 20 mars 2009 au Sixways Stadium, Worcester             | Angleterre -20     | 20 - 6  | Écosse -20  |